# Salas de los planetas

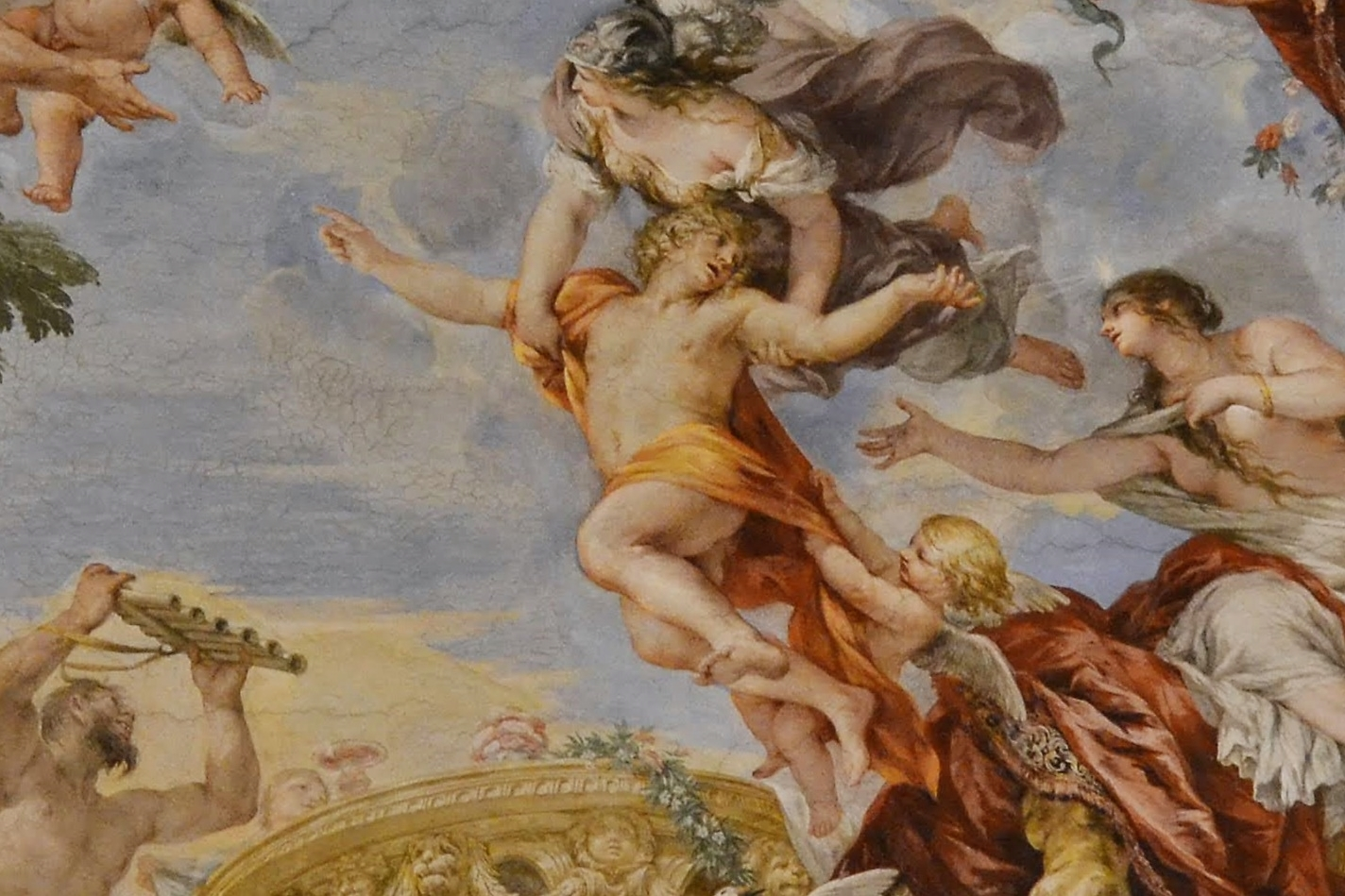
Detalle del príncipe de los Médici en la bóveda de la sala de Venus

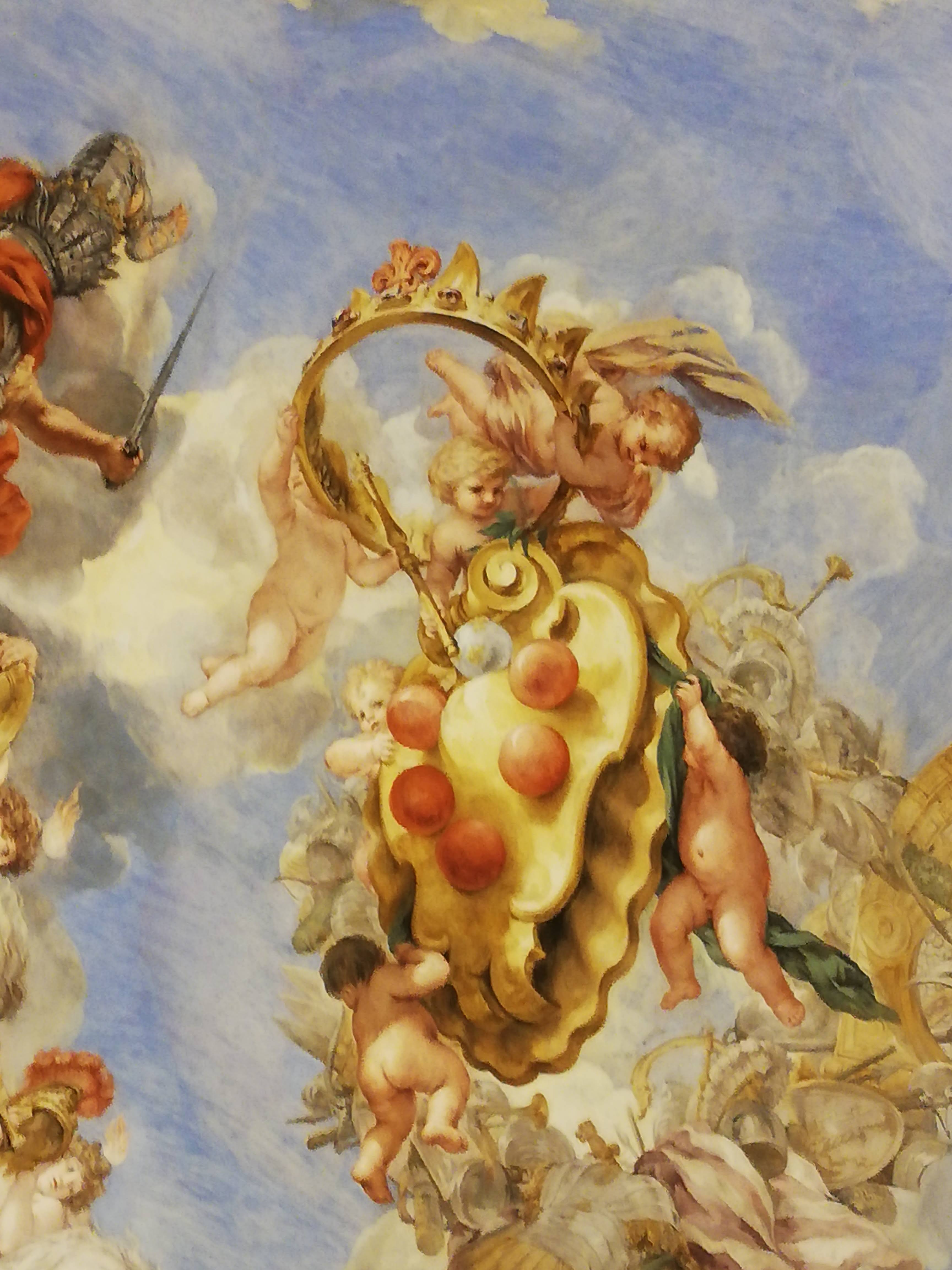
Escudo de los Médici en el centro de la bóveda de la Sala de Marte (Pietro da Cortona)

Las Salas de los Planetas son una serie de cinco salas que se suceden en el Palacio Pitti de Florencia. Sus bóvedas fueron pintadas al fresco con ciclos de temas alegóricos que alababan a la dinastía de los Médici por Pietro da Cortona, que trabajó en cuatro salas entre 1640 y 1647, y por Ciro Ferri, que completó una sala que el maestro dejó inacabada entre 1659 y 1665 y creó las escenas de la última sala. Los frescos, cuyo diseño iconográfico fue elaborado por Francesco Rondinelli, muestran a través de alegorías y de las diversas divinidades que dan nombre a las distintas estancias, las virtudes que debe poseer un príncipe ideal para el buen gobierno.
El ciclo de los Planetas representa, junto con el Triunfo de la Divina Providencia del Palacio Barberini de Roma, así como los frescos de la Sala della Stufa del mismo Palacio Pitti y las Historias de Eneas del Palacio Pamphili de la Plaza Navona de Roma, uno de los momentos culminantes del arte pictórico de Pietro da Cortona y, más en general, del fresco en el barroco italiano. 

## Historia

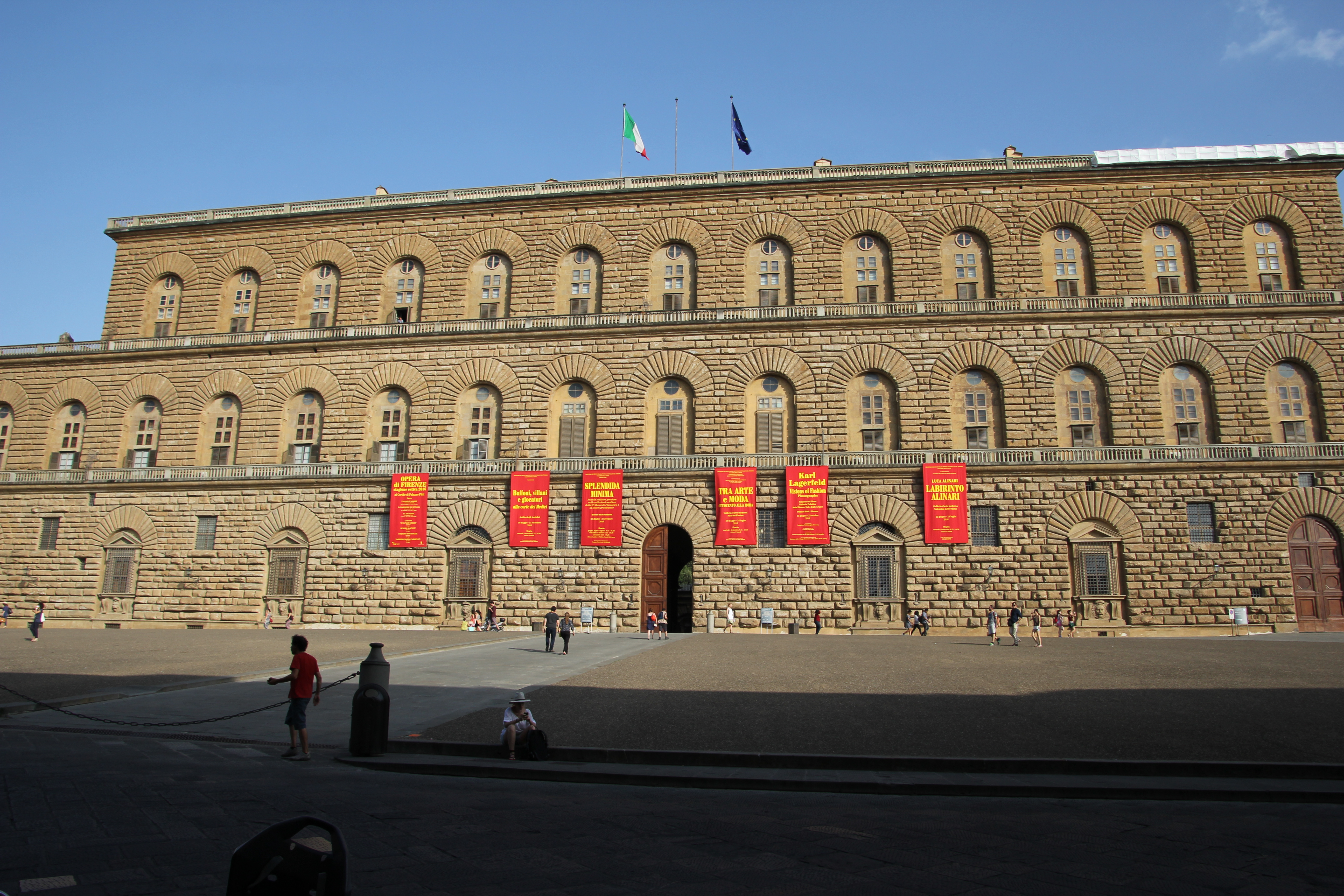
Fachada del Palacio Pitti (Florencia)

Plano de la primera planta del Palacio Pitti con las Salas de los Planetas resaltadas en azul. De derecha a izquierda, se suceden las Salas de Venus (1), Apolo (2), Marte (3), Júpiter (4) y Saturno (5). Las Salas de los Nichos (A) y de la Ilíada (B) estaban destinadas originalmente a albergar también los ciclos de frescos de Pietro da Cortona; posteriormente fueron excluidas del proyecto decorativo en cuestión

En mayo de 1641, Pietro da Cortona viajó a Florencia en una segunda estancia (la primera fue en 1637) para completar los dos frescos que faltaban de la serie de cuatro para la Sala della Stufa del Palazzo Pitti, iniciada tres años antes. En esta ocasión, el artista, que vivía en la casa de Miguel Ángel Buonarroti el Joven, recibió otro notable encargo del Gran Duque Fernando II de Médici, a saber, los ciclos de las bóvedas de siete salas del piano nobile de lo que iba a ser su futuro piso de invierno en el Palacio Pitti (por orden de sucesión: Venus, Apolo, Marte, Júpiter y Saturno, a los que debían añadirse la de los Nichos, que era el primero, y el de La Ilíada, que era el último, cuyos encargos, sin embargo, nunca se materializaron).
Las escenas fueron concebidas a partir de una idea del erudito toscano Francesco Rondinelli (1589-1665), limosnero del cardenal Carlos de Médici y bibliotecario de la casa, que imaginó las historias de los dioses que daban nombre a los planetas, acompañadas de otras escenas tomadas de la mitología y la historia antigua que, de forma alegórica, describen en un único pensamiento narrativo aquellas virtudes necesarias para que un príncipe (en este caso los Médici) tenga éxito en el buen gobierno. La sucesión de historias y salas traza las etapas educativas y vitales del príncipe, a quien acompañan en su educación los distintos dioses olímpicos, desde la adolescencia (sala de Venus), pasando por la juventud (sala de Apolo), la realización personal (sala de Marte), la madurez (sala de Júpiter) y la sabiduría eterna (sala de Saturno).

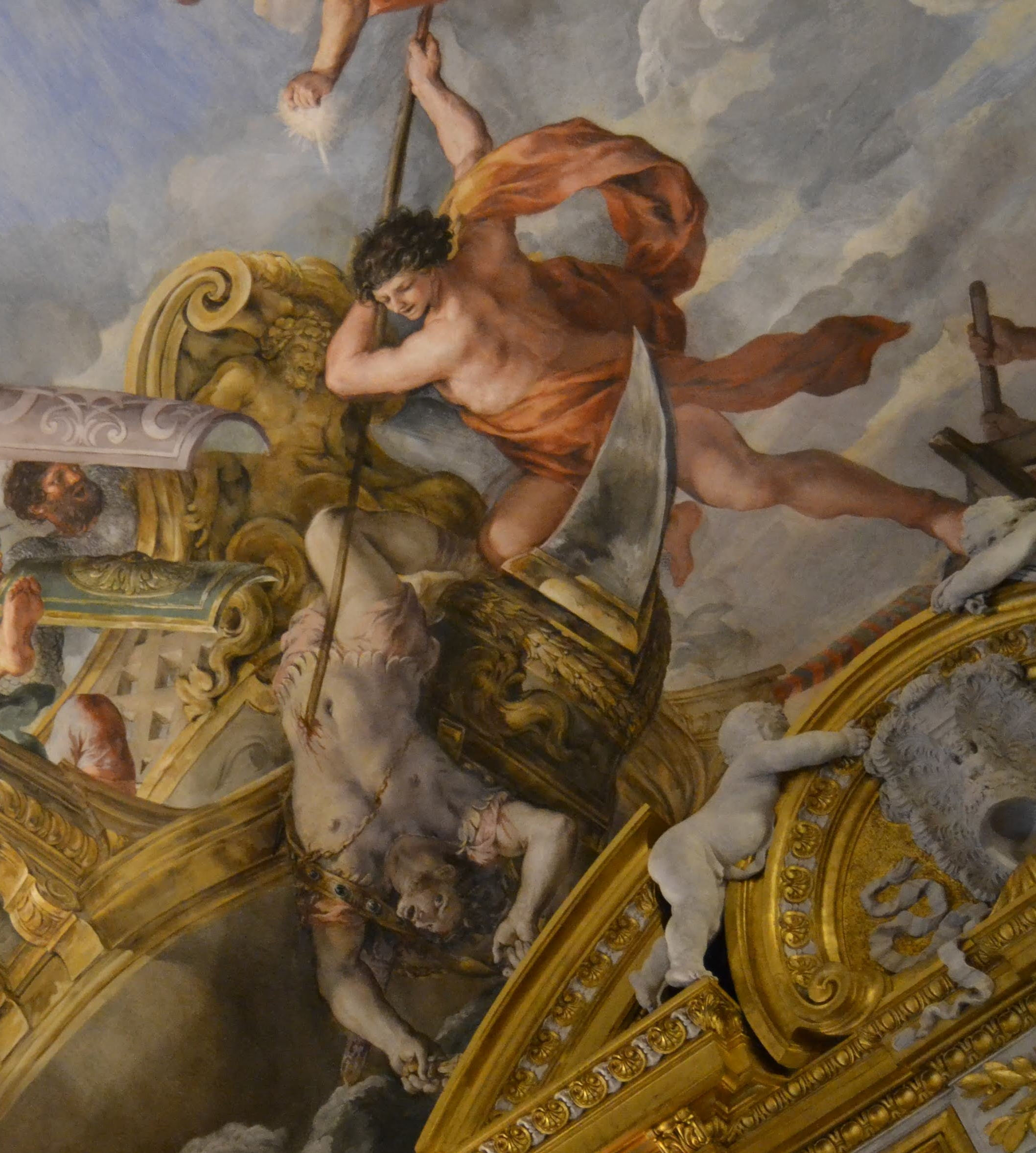
Detalle del príncipe de los Médici en la bóveda de la Sala de Marte

La originalidad de la composición de Cortona radica en que los relatos no narran un personaje concreto de la dinastía, sino un modelo ideal, útil tanto para el elogio pasado como futuro del linaje. Acompañándole en todos los relatos está Hércules, al que se representa con la clásica piel de león, mientras que al príncipe se le concibe siempre con un velo «naranja» que cubre sus zonas íntimas; en la sala de Saturno, se le representa como un anciano precisamente para responder al tema de la sabiduría eterna al que alude la iconografía.
Entre los elementos originales de la decoración destaca también la combinación de frescos y estucos que Cortona diseñó en las salas; según el historiador del arte Filippo Baldinucci, también fue el autor material de algunas de las figuras esculpidas,  la primera vez que el artista se aventuró en una obra de este tipo, superando el concepto de falsas esculturas o frisos que había caracterizado los frescos anteriores (los de la iglesia de Santa Sabina y también los de la bóveda Barberini).  Para la ejecución de los estucos, el pintor empleó a tres estucadores de Roma (no identificados con certeza, uno de los cuales era probablemente Cosimo Silvestrini) que cobraban 70 escudos al mes, según se desprende de una carta del superintendente Andrea Arrighetti a Fernando II fechada el 20 de mayo de 1642. Además de conferir una monumentalidad a los frescos, los estucos desempeñan también una función de perfecto diálogo con ellos, actuando como elementos narrativos de relevancia concreta, no limitándose así a la finalidad de mero encuadre de la obra pictórica, sino que en algunos casos llegan incluso a invadir el espacio de la escena pintada (como en los monstruos martinetes, prisiones y tritones que insisten ante los lunetos de la Sala de Júpiter). Muchas decoraciones se cubrieron de oro, dando aún más prestigio y valor (incluso material) a la sala; sobre todo la de Saturno, donde a instancias de Ferri, quizá también preocupado por que esta sala pudiera «desfigurar» en comparación con las anteriores, en las que Cortona había puesto personalmente su mano, pidió que se revisara su proyecto inicial, que no incluía todos estos elementos decorativos, que de hecho, una vez puestos en práctica, aumentaron considerablemente los costes de ejecución.

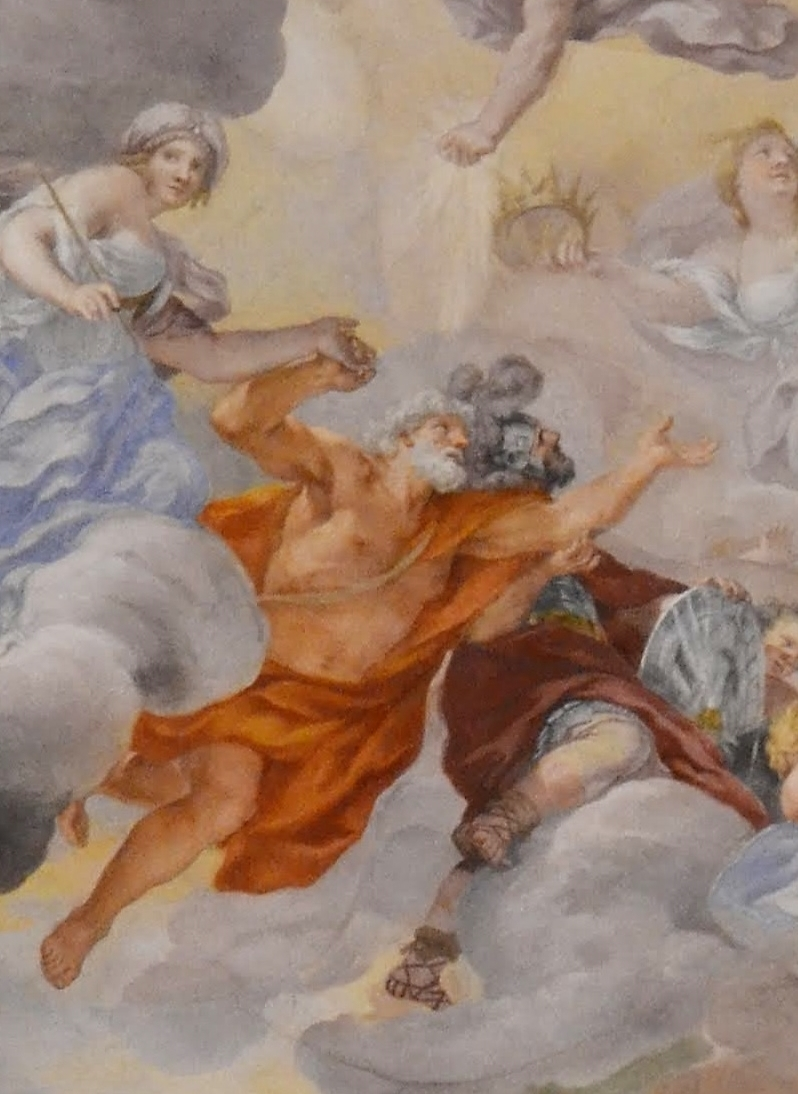
Detalle del príncipe de los Médici en la bóveda de la Sala de Saturno

En el primer borrador se preveía decorar dos salas más, por orden, la primera y la última del piso, respectivamente los Nichos y la Ilíada, pero nunca llegaron a realizarse, aunque se prepararon los dibujos y planos.
Cortona recibió varios pagos por el encargo, que, sin embargo, nunca estuvieron perfectamente sincronizados: un primer anticipo de 500 escudos no se recibió hasta julio de 1644 (es decir, tres años después del inicio de las obras), otro de 1.000 escudos se recibió en enero de 1645, año en el que se pagaron otros 500 escudos.Otros 600 escudos fueron enviados por Giovancarlo en la primavera de 1656, cuando el pintor se encontraba en Roma y debía preparar la terminación de la Sala de Apolo, dejada inacabada desde 1647. Así, para la terminación de la misma sala, se pagaron dos anticipos de 200 escudos cada uno a Ciro Ferri, y además, en 1661, se pagaron otros 1.100 escudos a Ciro Ferri para que se despidiera de la obra cuando ésta estuviera terminada. Otra suma igual a esta última la recibió también el pintor en 1665 para la realización de la última sala, la de Saturno.

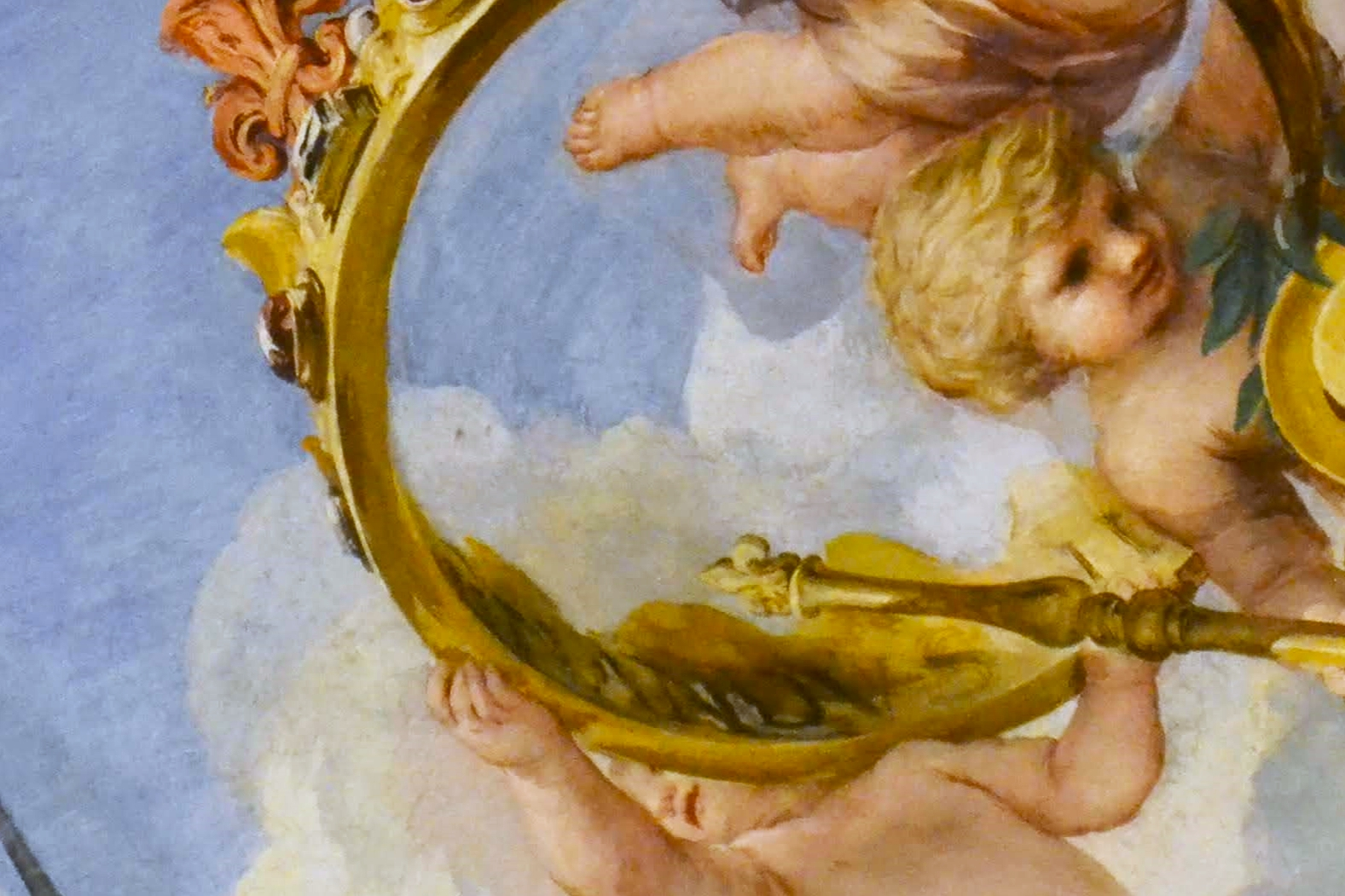
Detalle de la corona real de la Sala de Marte, en cuyo interior aparece el nombre del mecenas, Fernando II de Médici.

Los principales interlocutores de Cortona durante el progreso de la obra fueron Andrea Arrighetti, superintendente de obras del Gran Ducado, y el cardenal Giovan Carlo de Médici, hermano menor de Fernando II. En una Florencia todavía aquejada por la peste de 1630, que la había afligido hasta 1634, la obra realizada en las habitaciones de los Planetas supuso un soplo de aire fresco para el ambiente, encontrando desde el primer momento una amplia acogida en el panorama local y nacional, determinando el desarrollo de la pintura barroca en Florencia (hasta entonces casi ausente) y que vería en la figura de Baldassare Franceschini da Volterra el mayor exponente local.

## La cuestión cronológica
Todo el ciclo decorativo de las salas se completó con escasa continuidad: una primera interrupción de la obra se produjo, de hecho, en 1643, año en que Cortona la pasó entera en Roma para completar otros encargos locales anteriores; otra interrupción se produjo en 1647, cuando el pintor dejó inacabada la escena de la sala del Apolo, que no fue terminada hasta 1660 por Ferri.
No existe certeza sobre el orden cronológico de realización de las salas, debido a la falta de fuentes precisas y seguras. En particular, no está claro cuál de las salas de Venus y Júpiter fue la primera y la segunda en realizarse, entendiéndose que la sala de Apolo es, con certeza crítica unánime, la última terminada por Cortona antes de su regreso a Roma en 1647, mientras que la sala de Saturno es la última de la iconografía realizada muchos años después por Ciro Ferri.
Por lo que respecta a las tres primeras salas, en cambio, sobre la base de los recibos de pago, de las diversas correspondencias que Cortona mantuvo con el cardenal Francesco Barberini y no con Cassiano dal Pozzo, así como de los acontecimientos sociales y ceremoniales que tuvieron lugar en las mismas salas, y de los que existe cierto testimonio documental, ha sido posible construir dos tipos de hipótesis: por un lado, según los estudios más antiguos, se cree que el orden de ejecución fue Venus (1641-1643), Júpiter (1643-1646), Marte (1646-1647), Apolo (1642,  1647 y 1659) y Saturno (1663-1665); por otro lado, según estudios más modernos, se cree que el orden podría ser el de Júpiter (1641-1644), Venus (1642-1644), Marte (1644-1645), Apolo (1642,  1645-1647 y 1659) y Saturno (1663-1665).

## Descripción

### Sala de Venus

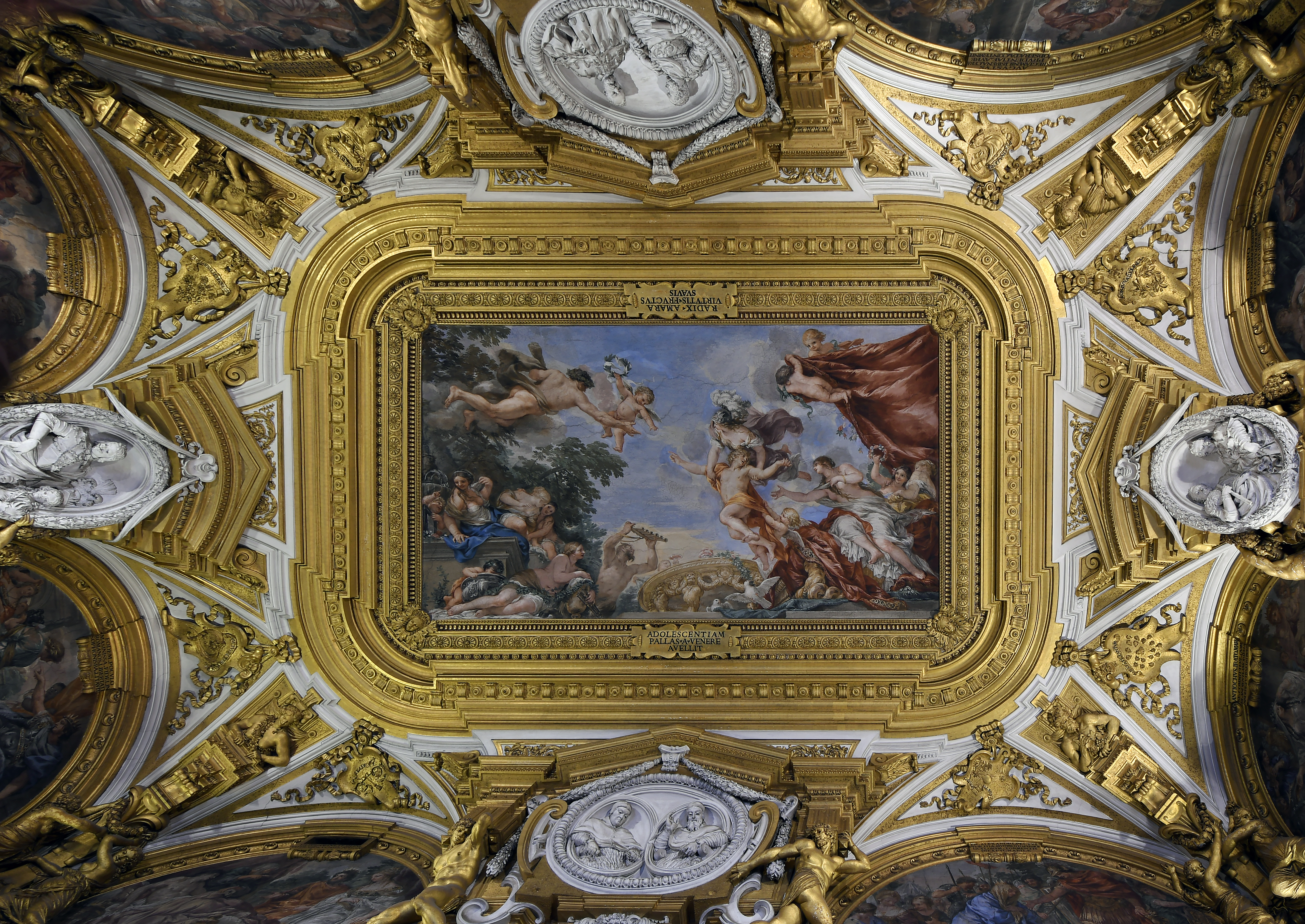
Sala de Venus

En la sala de Venus, cuyo destino era servir de antesala para el pueblo llano que esperaba tener audiencia con el Gran Duque, en el centro de la bóveda Cortona pintó al príncipe Médici arrancado de Venus y conducido por Minerva hasta Hércules, mientras que en los ocho lunetos inferiores, intercalados con cuatro redondeles con bustos de yeso, están: Ciro rechaza a Pantea esposa de Abbrada, Alejandro y la familia de Darío, Antíoco y Estratónice, Antíoco III y la sacerdotisa de Diana, La continencia de Escipión, Muerte de Sofonisba y Massinissa, Octavio y Cleopatra, Fausta tentando a su hijastro Crispo. Los bustos, por su parte, se presentan en parejas de dos, en cuatro óvalos, y representan a algunos de los principales exponentes de la casa, así Cosme I y Francisco I de Médici, Fernando I y Cosme II de Médici, el papa Clemente VII y el papa León X, Fernando II y el gran príncipe Cosme III de Médici.   Encima de cada luneta hay una inscripción en latín, excepto en la de Antíoco y Estratónice (la primera a la izquierda), donde hay una ventana oculta que permitía al Gran Duque escuchar las conversaciones de los invitados que esperaban en la sala (que en realidad era una antecámara) a ser llamados a audiencia. 
Desde el punto de vista iconográfico, la ambientación del fresco pretende mostrar cómo un príncipe, de adolescente, se aleja de la incontinencia y se educa en las virtudes. 
Según estudios más fechados, ésta fue la primera habitación en la que trabajó Cortona, hacia 1641. Dos correspondencias de Cortona a Cassiano dal Pozzo muestran que en el verano de 1641 la sala ya estaba casi terminada, mientras que el 20 de diciembre del mismo año anuncia su finalización en el plazo de dos meses a partir de ese momento, para proceder después a la decoración de la segunda sala y de las siguientes. En otra carta enviada al cardenal Francesco Barberini, fechada el 30 de diciembre de 1641, Cortona declara en cambio que la obra está terminada.  Los estucadores siguieron trabajando en la sala hasta al menos mayo de 1643, cuando el último recibo de pago, fechado el 2 de octubre de ese año, se refiere a trabajos realizados en primavera. 
Sin embargo, según estudios más recientes, ésta fue la segunda sala en la que trabajó Cortona, entre 1642 y 1644, después de Júpiter, que fue la primera.

### Sala de Apolo

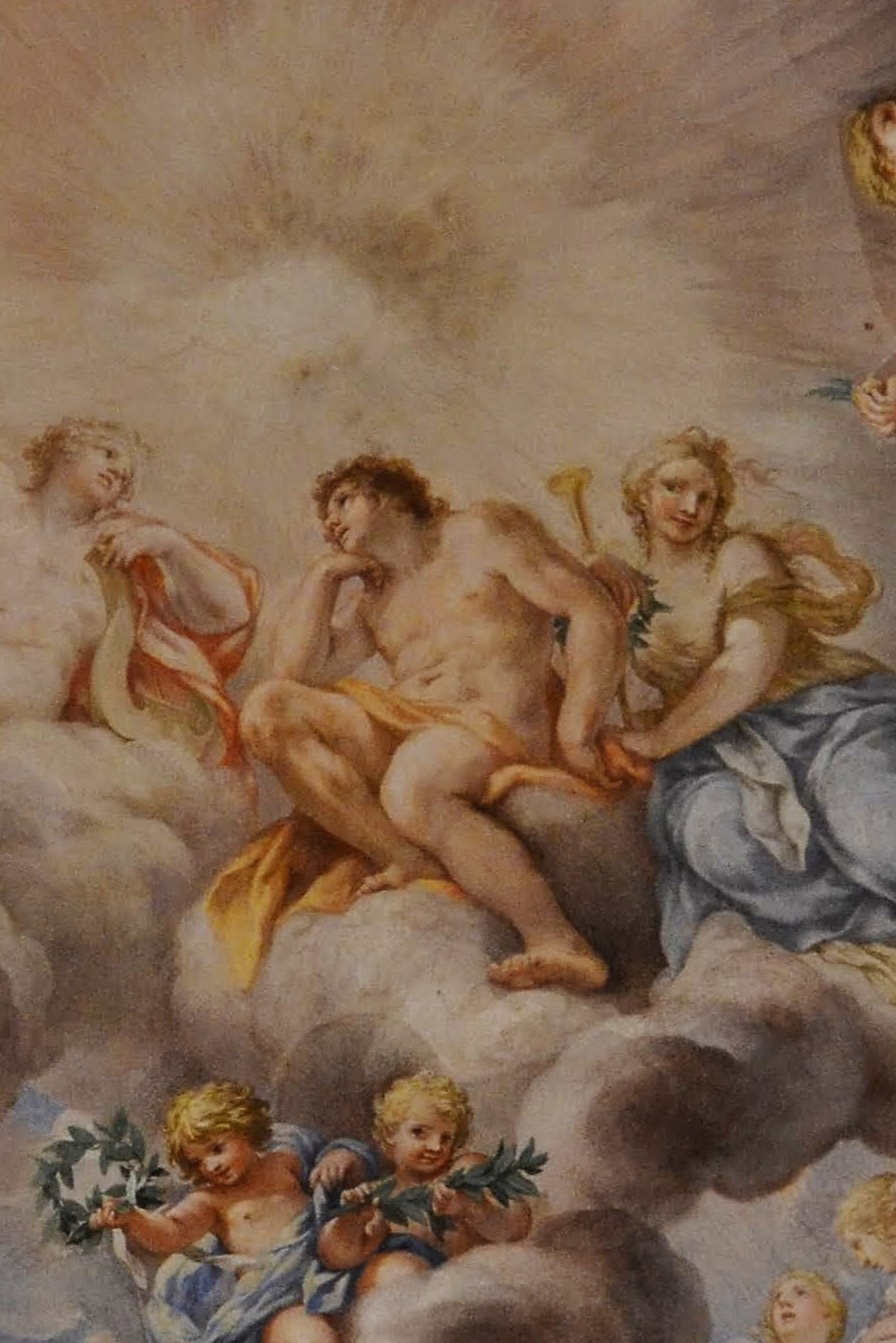
Detalle del príncipe de los Médici en la bóveda de la Sala de Apolo

Los frescos de la sala de Apolo, antesala de la nobleza, no se iniciaron hasta 1647, con la realización en la bóveda del ciclo del Príncipe de los Médici guiado por la Fama en presencia de Apolo, con en las cuatro ménsulas ocho de las musas compañeras de Apolo, retratadas por parejas, mientras que en los cuatro rectángulos del subarco están las historias de personajes de la Antigüedad que contribuyeron al desarrollo de la cultura, así Justiniano, Julio César, Augusto escuchando la lectura de la Eneida, Alejandro Magno recibiendo los poemas de Homero. Los numerosos estucos de la sala representan alegorías, tritones, monstruos marinos, prisiones y otros personajes de la mitología, mientras que en cuatro óvalos alrededor del perímetro del fresco central de la bóveda hay relieves con escenas de Apolo y Marsias, Apolo y Dafne, Apolo y Pitón y Apolo y Jacinto. 

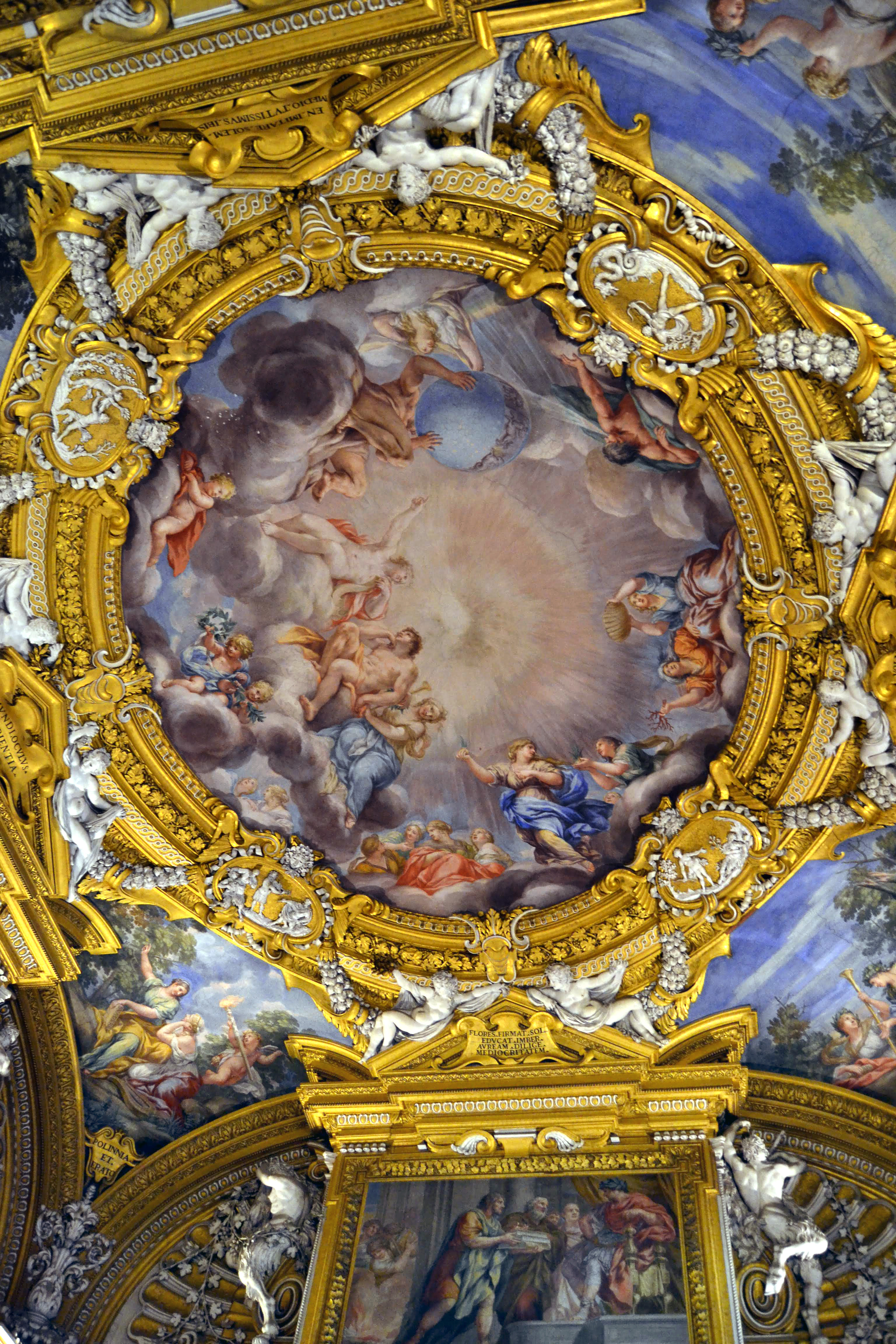
Sala de Apolo

Desde un punto de vista iconográfico, los ciclos de esta sala representan cómo un príncipe, en la edad de la juventud, debe adquirir la sabiduría para gobernar bien, protegiendo las artes y los estudios. 
Por orden de sucesión, en los pisos gran ducales, la segunda habitación después de la de Venus era la dedicada a Apolo. Sin embargo, tras haber levantado el andamiaje ya en 1642 para permitir que los estucadores comenzaran a trabajar, mientras Cortona realizaba un breve regreso a Roma, no fue retirado definitivamente hasta dieciocho años más tarde (en 1660).  De hecho, es bien sabido que cuando Cortona regresó a Florencia en 1643, encontró la sala aún retrasada en su realización, por lo que, para evitar el problema de arriesgarse a perder más tiempo sin llevar a cabo ninguna obra, procedió con los frescos de una sala posterior (por las fuentes historiográficas, no se sabe con certeza si en la que se concentró Cortona fue en la de Júpiter, que no es la verdadera contigua a la de Apolo, o si fue de hecho la verdadera contigua, la de Marte). 
La redacción de la obra no fue, sin embargo, completada por Cortona, quien en ese mismo 1647, de hecho, regresó definitivamente a Roma sin volver a pisar Florencia. Las primeras intenciones del pintor, según una carta de enero de 1649, eran volver a Florencia para completar el ciclo, pero dados sus compromisos en Roma, siguiendo a los padres filipinos en Vallicella así como al papa Inocencio X, aunque su salud se iba deteriorando poco a poco, esto nunca llegó a materializarse.  Con motivo de la boda entre Cosme III de Médici y Margarita Luisa de Orleáns, y en previsión de las fiestas que iban a celebrarse en el salón, las obras no pudieron aplazarse más.  Después, de acuerdo con los comisionados, los frescos fueron completados por el alumno Ciro Ferri, que continuó el proyecto iconográfico del maestro según los cartones realizados por él y enviados desde Roma.  Llegado a Florencia en 1659, Ferri se alojó directamente en el Palacio Pitti (mientras que Cortona, en su pasado florentino, se alojaba siempre en casa de Miguel Ángel Buonarroti el Joven): algunas partes de la parte derecha de la escena de la bóveda se atribuyen a Ferri, hasta las dos mujeres con caracolas y corales del lado opuesto.  Sin embargo, de los cuatro paneles, tres se le atribuyen, mientras que sólo uno, el de la Historia de Augusto, es de Cortona.  TTambién existen dibujos preparatorios de Cortona sobre el ciclo de Apolo, conservados hoy en el Louvre, en la colección Duke en Londres o en el Gabinete de Estampas de Roma. 
Tanto las fuentes más antiguas como las más recientes creen que se trata de la última sala en la que trabajó Cortona, hacia 1647 en el primer caso, de 1645 a 1647 en el segundo, mientras que Ferri se encargó de terminarla en 1659.

### Sala de Marte

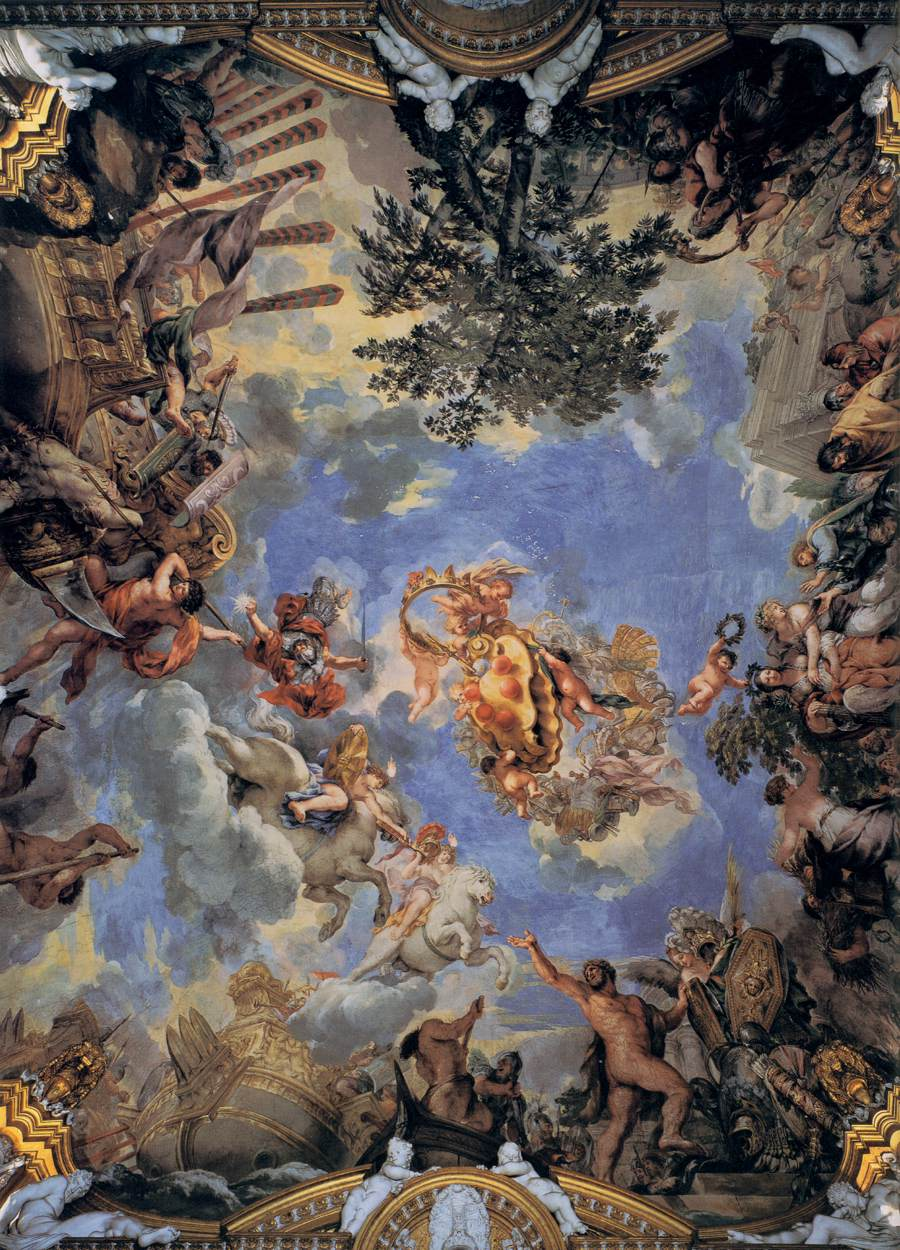
Sala de Marte

En la Sala de Marte, utilizada como antesala de embajadores y personalidades políticas, se completó el gran ciclo sobre la Educación del Príncipe, concebido con una continuidad narrativa y escénica, que se convertiría en modelo para las futuras generaciones de decoraciones al fresco en las bóvedas de los palacios nobiliarios.  Las historias que se desarrollan en esta sala son: El joven príncipe dirigiendo a sus soldados al asalto de las naves adversarias, con Marte descendiendo del cielo y haciendo llover los rayos de su planeta sobre la cabeza del príncipe, Los Dioscuros apareciendo en el cielo sobre dos caballos blancos y ofreciendo una espada y un casco a Hércules, Justicia y Paz, La procesión triunfal del príncipe precedido por los enemigos cautivos. 
El ciclo pretende mostrar cómo el príncipe de los Médici, siendo ya adulto, era también valiente en la guerra, un líder experto y dispuesto a defender su reino de los ataques enemigos.
Cortona trabajó en la sala dedicada a Marte, dejando así inacabada la segunda en orden del piso, la de Apolo. Las obras de la Sala de Marte duraron unos nueve meses, de diciembre de 1646 al verano de 1647 según las fuentes más antiguas, de 1644 a 1645 según las más recientes. 
En el centro de la bóveda se encuentra el escudo de los Médici, sobre el que varios putti (angelitos) colocan la corona real, que a su vez lleva el nombre de Fernando II de Médici, quien encargó los ciclos de la sala.

### Sala de Júpiter

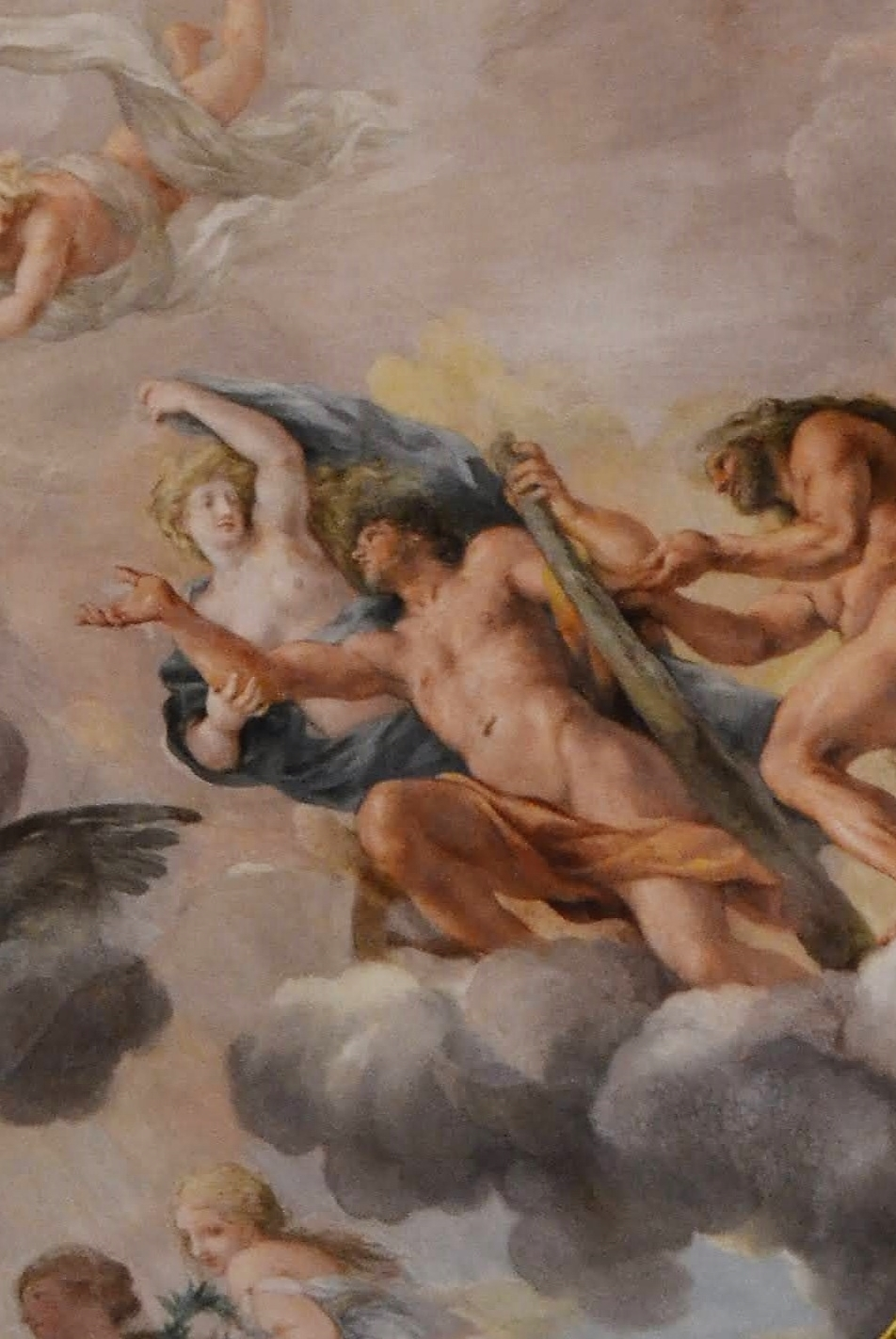
Detalle del príncipe de los Médici en la bóveda de la Sala de Júpiter

Para la Sala de Júpiter, también conocida como Sala de la Audiencia, donde se encontraba el trono del Gran Duque, la decoración se llevó a cabo con Júpiter coronando al victorioso príncipe de los Médici en el centro de la bóveda. En los ocho lunetos a lo largo del friso mural se encuentran: La Ira invoca a la Discordia, La Ira abandona la tierra, El Dioscuro conduce a los caballos de vuelta al zodíaco, Vulcano deja de fabricar armas de guerra, Diana suspende la caza, Mercurio anuncia la paz a los hombres, Minerva enseña a Cecrope el arte del olivo, y Apolo despierta en los hombres el amor a las artes. 

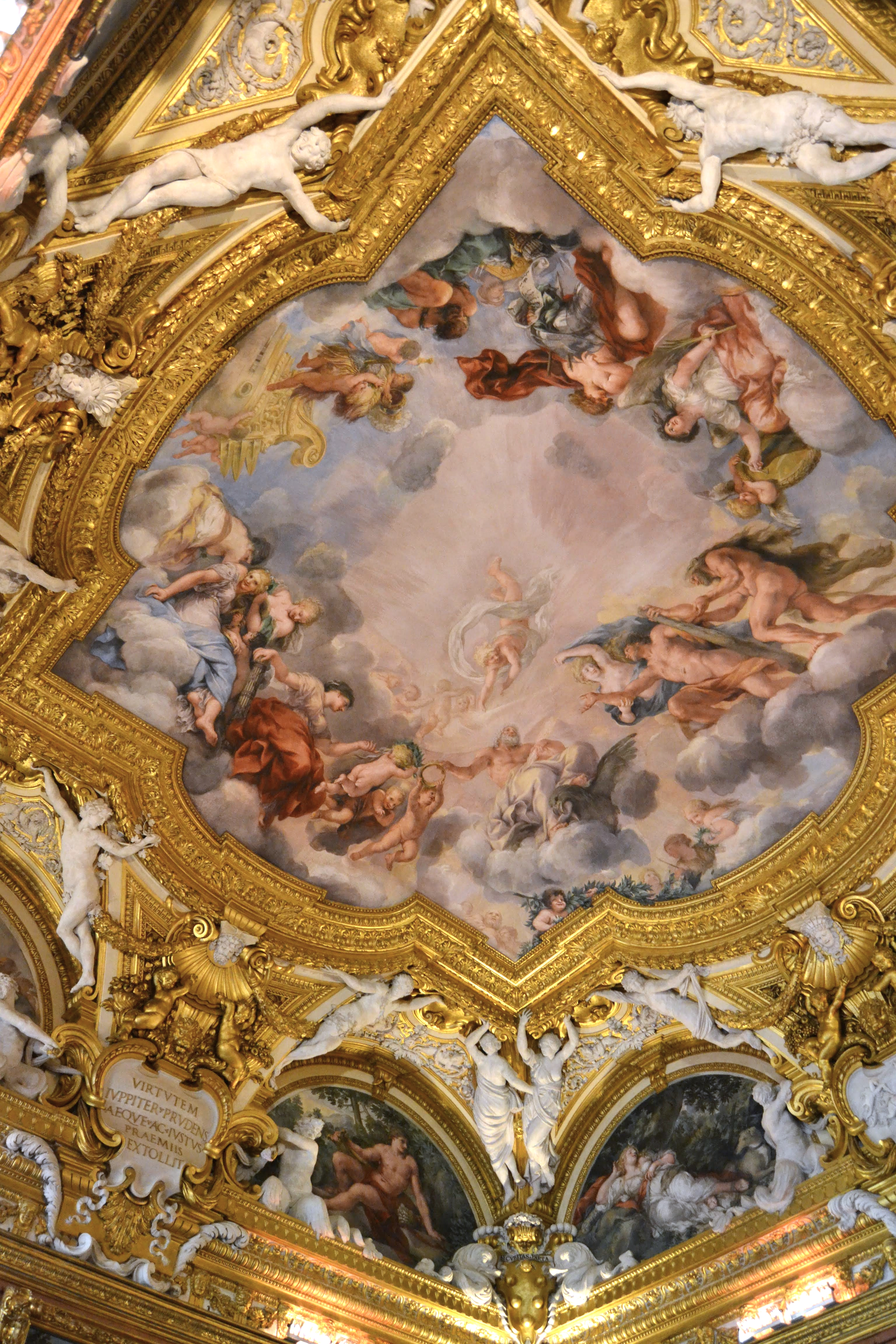
Sala de Júpiter

Las numerosas figuras de estuco, de las que las de los lunetos invaden también el espacio de los frescos, muestran alegorías, monstruos marinos, tritones y otros personajes mitológicos, mientras que en el centro, en dos de los cuatro lados del techo, hay relieves con escenas mitológicas, y en los otros dos lados hay cartelas talladas con inscripciones alusivas a las virtudes de Júpiter.
Desde un punto de vista alegórico, la escena pretende representar cómo la Fama, la Gloria y la Inmortalidad son la recompensa otorgada a las virtudes morales, civiles y políticas, así como a las hazañas militares de un príncipe-gobernante en su madurez.
Según estudios más antiguos, la sala se completó entre diciembre de 1643 y diciembre de 1646, probablemente después del aplazamiento de las obras de la sala Apolo.  La hipótesis de que ésta fuera la sala en la que Cortona trabajó inmediatamente después de la de Venus viene dada por el hecho de que en una carta enviada a Cassiano dal Pozzo el 6 de mayo de 1646, el pintor habla de la celebración de la boda entre la princesa Ana de Médici y el archiduque Fernando Carlos de Austria, que tuvo lugar en la sala de Júpiter (lo que sugiere que la sala estaba ciertamente terminada para ese año).  Otro dato que apoya la tesis de que la segunda estancia en la que trabajó Cortona fue la de Júpiter viene dado por el hecho de que entre 1643 y 1644 hay numerosos pagos a obreros estucadores que trabajaron con el maestro.  La sala de Júpiter, junto con la de Apolo, fue de hecho la única que requirió intervenciones significativas de este tipo, mientras que la sala de Marte estuvo dominada casi exclusivamente por el ciclo de frescos que Cortona debía ejecutar. Por otra parte, si conocemos el tiempo empleado en las restantes salas en las que trabajó Cortona, gracias a la correspondencia que el pintor fue enviando poco a poco, aunque sin especificar a qué salas se referían, sabemos que para una de ellas el artista trabajó durante dos años, mientras que para otra lo hizo durante algo más de seis meses. Por tanto, es difícil imaginar que Cortona trabajara en una sala tan compleja como la de Júpiter durante poco más de seis meses, mientras que en la sala de Marte, donde sólo se encuentra su fresco (aunque el más notable pintado en esas salas), hubiera trabajado allí durante dos años. 
Sin embargo, según estudios más recientes, la sala habría sido la primera en ejecutarse, entre 1641 y 1644, aunque existe una carta del secretario del Gran Ducado Giovan Battista Gondi, quien informó al embajador florentino en París de que Cortona no podría abandonar Florencia hasta septiembre de 1642, ya que tenía que terminar la Sala de Audiencias del palacio (correspondiente a la Sala de Júpiter). Otra prueba de ello se encuentra en otro documento de archivo fechado en marzo de 1642, del que se deduce que el cardenal Giovan Carlo de Médici había informado a su hermano Fernando II para que hiciera comenzar la segunda sala de Cortona, considerada por el propio pintor como la más difícil.  Teniendo en cuenta que la sala de Marte era casi simple en su conformación (decorada sólo con frescos, sin estucos), la segunda sala en la que el pintor sólo pudo trabajar fue la de Venus, ya que la de Apolo estaba inutilizable debido a los andamios levantados por los estucadores. 

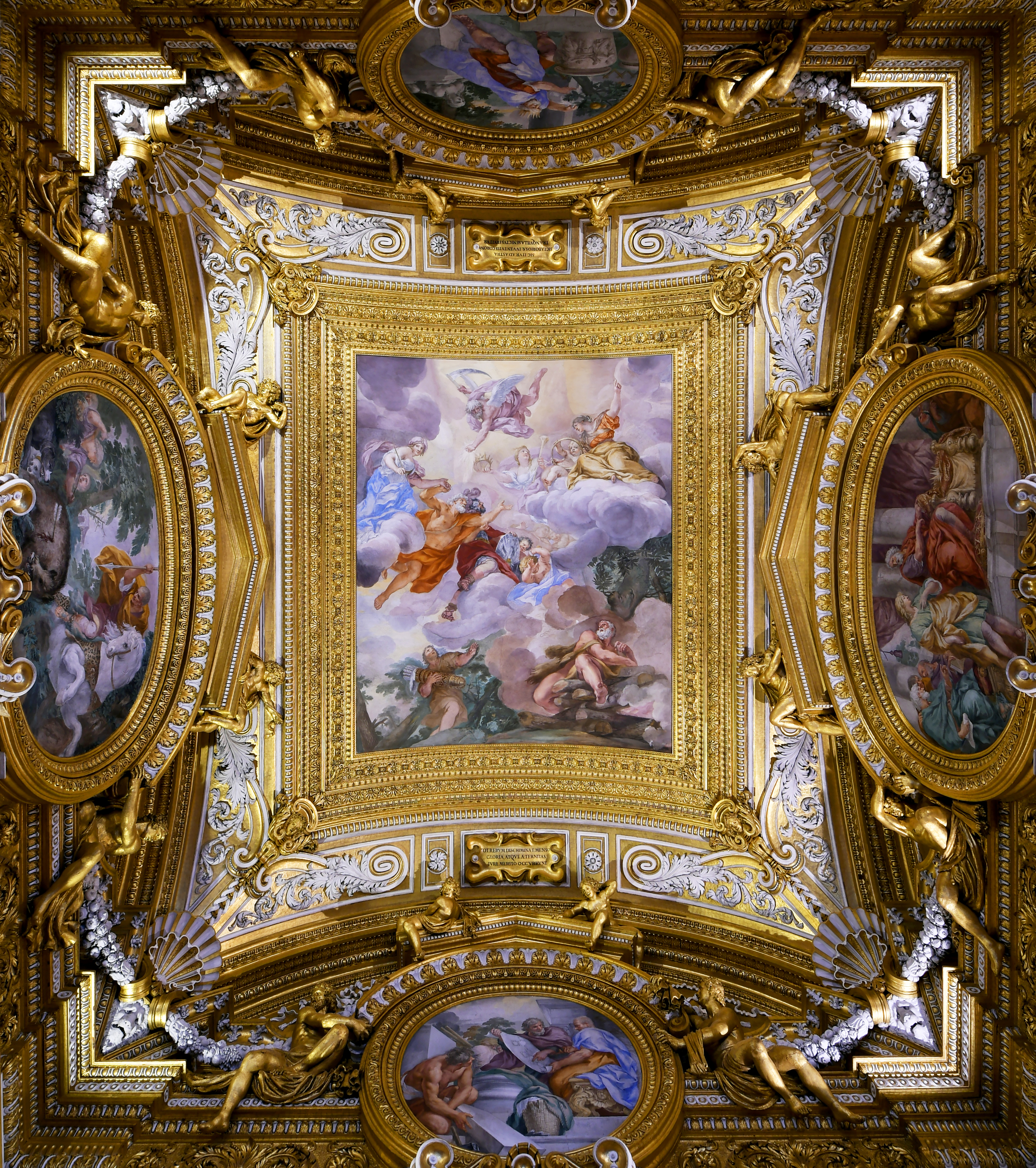
Sala de Saturno

### Sala de Saturno

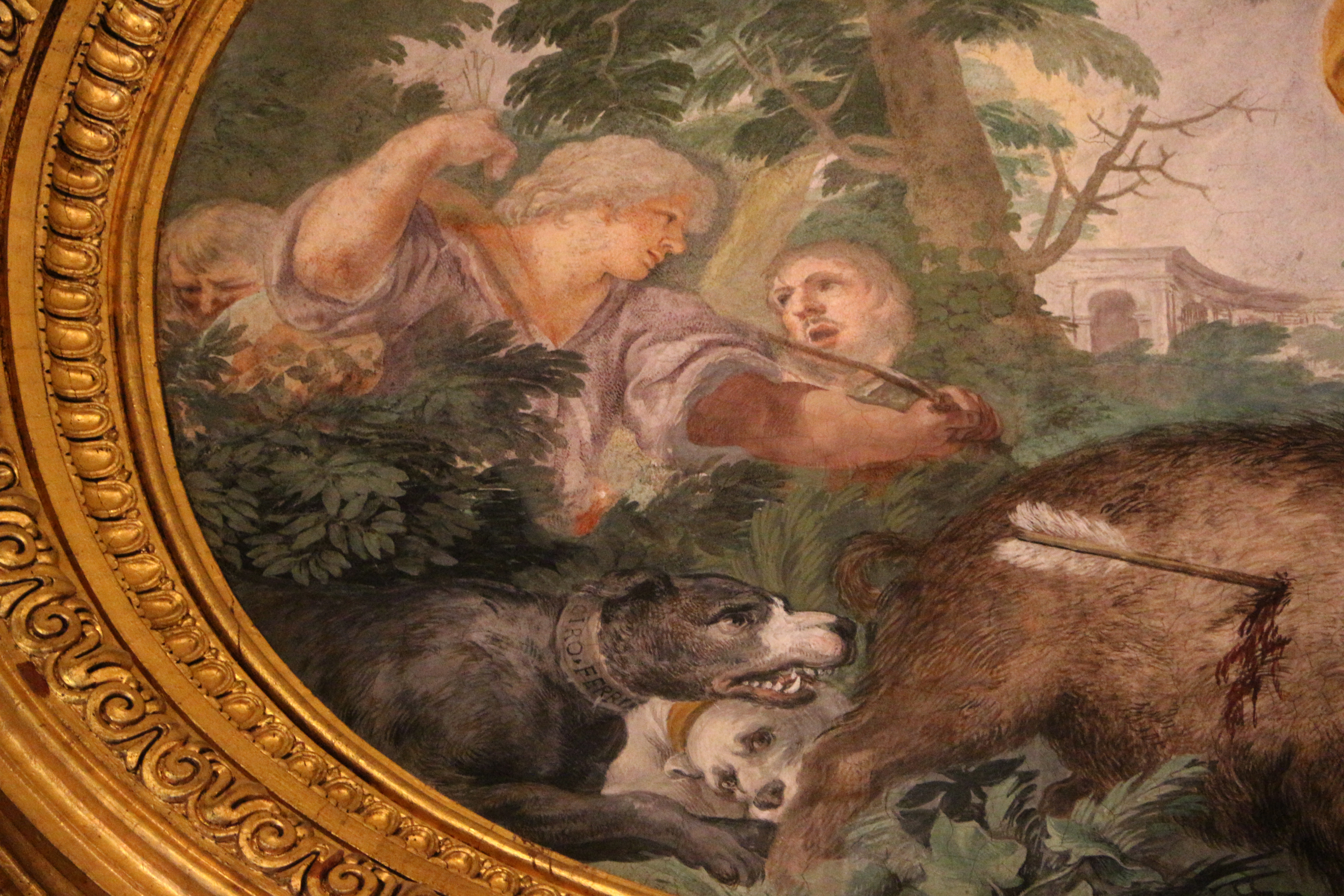
Detalle de la firma de Ciro Ferri en el óvalo de Silla

En la Sala de Saturno, la primera habitación de los pisos privados del Gran Duque, se pintó en el centro de la bóveda la Apoteosis del Príncipe de los Médici en el Cielo de Saturno, mientras que en los cuatro óvalos a lo largo de los registros superiores de las paredes hay escenas de sabiduría senil: Ciro rey de Persia, Silla a la caza, Licurgo y Escipión Africano.
El ciclo representa al príncipe, en edad sabia, recibiendo su corona de manos de la Fama y la Eternidad, conducido por la Prudencia y el Valor hacia el cielo por Saturno (representado con una guadaña, símbolo del conocimiento en el arte de la agricultura), mientras que abajo a la derecha está Hércules en reposo. 
La sala de Saturno nunca fue realizada por Cortona, pues ya había abandonado la ciudad toscana en 1647 para regresar definitivamente a Roma. Anciano e incapaz de moverse de la Urbe, Cortona se limitó a ser supervisor y garante de los cartones preparados por Ciro Ferri, asegurando a la corte de los Médici el éxito de la obra.  Así pues, Ciro Ferri regresó al Palacio Pitti para completar la última sala del proyecto iconográfico elaborado por Francesco Rondinelli más de veinte años antes.  Sólo tardó dos años en completar los ciclos de frescos, de 1663 a 1665, y fueron descubiertos con motivo del cumpleaños de Fernando II.  La obra fue especialmente lograda, rica incluso en la decoración dorada de las figuras de estuco, hasta el punto de que Lorenzo Magalotti (hombre de letras y científico) la consideraba la más rica de todo el piso, encargada por el propio Ferri, que aumentó considerablemente el coste de la obra. 
En los dos óvalos con Ciro, rey de Persia y Silla cazando, hay dos firmas del pintor: en el primer caso en la base de la esfinge están las iniciales "CF", en el segundo en el collar del perro en primer plano está, en cambio, su firma completa. 

## Catálogo de escenas
| Imagen | Título                                                                  | Colocación | Autor             | Notas |
| ------ | ----------------------------------------------------------------------- | ---------- | ----------------- | --- |
|        | El príncipe Médici arrancado a Venus y conducido por Minerva a Hércules | Bóveda     | Pietro da Cortona | |
|        | Ciro rechaza a Pantea esposa de Abbrada                                 | Bisel      | Pietro da Cortona | |
|        | La familia de Alejandro y Darío                                         | Bisel      | Pietro da Cortona | |
|        | Antíoco y Estratónice                                                   | Bisel      | Pietro da Cortona | Encima de la inscripción en latín hay una pequeña ventana oculta, útil para que el Gran Duque escuchara en secreto las conversaciones de las personas que esperaban su recepción. |
|        | Antíoco III y la sacerdotisa de Diana                                   | Bisel      | Pietro da Cortona | |
|        | La continencia de Escipión                                              | Bisel      | Pietro da Cortona | |
|        | Muerte de Sofonisba y Masinisa                                          | Bisel      | Pietro da Cortona | |
|        | Octavio y Cleopatra                                                     | Bisel      | Pietro da Cortona | |
|        | Fausta tentando a su hijastro Crispo                                    | Bisel      | Pietro da Cortona | |

| Imagen | Título | Colocación | Autor                          |
| ------ | --- | ---------- | ------------------------------ |
|        | El príncipe Médici guiado por la Fama en presencia de Apolo, mientras Hércules sostiene el globo terráqueo con la rueda del zodíaco, símbolo de los doce trabajos. | Bóveda     | Pietro da Cortona y Ciro Ferri |
|        | Talía y Clio | Ménsula    | Pietro da Cortona y Ciro Ferri |
|        | Polimnia y Erato | Ménsula    | Pietro da Cortona y Ciro Ferri |
|        | Urania y Euterpe | Ménsula    | Pietro da Cortona y Ciro Ferri |
|        | Calíope y Melpómene | Ménsula    | Pietro da Cortona y Ciro Ferri |
|        | Historia de Justiniano | Cuadro     | Ciro Ferri                     |
|        | Historia de Augusto escuchando la lectura de la Eneida | Cuadro     | Pietro da Cortona              |
|        | Historia de Alejandro Magno recibiendo los poemas de Homero | Cuadro     | Ciro Ferri                     |
|        | Historia de Julio César | Cuadro     | Ciro Ferri                     |

| Imagen | Título | Colocación | Autor             | Notas                                                                            |
| ------ | --- | ---------- | ----------------- | -------------------------------------------------------------------------------- |
|        | El escudo de los Médici                                                                                                | Bóveda     | Pietro da Cortona | En el interior de la corona figura el nombre del mecenas, Fernando II de Médici. |
|        | El joven príncipe guiando a sus soldados hacia unos barcos.                                                            | Bóveda     | Pietro da Cortona |                                                                                  |
|        | El combate naval con Marte que desciende del cielo y hace llover los rayos de su planeta sobre la cabeza del príncipe. | Bóveda     | Pietro da Cortona |                                                                                  |
|        | Los Dioscuros aparecen en el cielo en dos caballos blancos y ofrecen una espada y un casco y Hércules                  | Bóveda     | Pietro da Cortona |                                                                                  |
|        | Justicia y paz | Bóveda     | Pietro da Cortona |                                                                                  |
|        | La procesión triunfal del príncipe precedida por sus enemigos cautivos                                                 | Bóveda     | Pietro da Cortona |                                                                                  |

| Imagen | Título | Colocación                        | Autor             |
| --- | --- | --------------------------------- | ----------------- |
| | Júpiter corona al príncipe victorioso de los Médici. El príncipe es presentado por Hércules y la Fortuna, mientras que bajo el trono de nubes se encuentran la Prudencia, la Templanza y la Fortaleza. | En la parte inferior de la bóveda | Pietro da Cortona |
| La victoria está inscrita en un escudo con la «M» (Médici), con el Genio de la Guerra y Marte junto a la Furia encadenada, con tres Genios levantando el casco y la espada que le dieron los Dioscuros, y detrás de ellos la nave de los Argonautas de la que descendía el príncipe | En el lado derecho y superior de la bóveda | Pietro da Cortona                 |                   |
| Justicia, Gloria, Generosidad y Gracia | En el lado izquierdo de la bóveda | Pietro da Cortona                 |                   |
| Apolo mostrando las siete estrellas de la Osa | En el centro de la bóveda | Pietro da Cortona                 |                   |
| | La Furia invoca a la Discordia | Luneta                            | Pietro da Cortona |
| | La Furia abandona la tierra | Luneta                            | Pietro da Cortona |
| | Los Dioscuros conducen a los caballos de vuelta al zodiaco | Luneta                            | Pietro da Cortona |
| | Vulcan deja de fabricar armas de guerra | Luneta                            | Pietro da Cortona |
| | Diana suspende la caza | Luneta                            | Pietro da Cortona |
| | Mercurio anuncia la paz a los hombres | Luneta                            | Pietro da Cortona |
| | Minerva enseña a Cecrope el arte del olivo | Luneta                            | Pietro da Cortona |
| | Apolo despierta en los hombres el amor por las artes | Luneta                            | Pietro da Cortona |

| Imagen | Título                                                                            | Colocación      | Autor      | Notas                                                              |
| ------ | --------------------------------------------------------------------------------- | --------------- | ---------- | ------------------------------------------------------------------ |
|        | El ascenso del príncipe Médici en el cielo de Saturno, mientras Hércules descansa | Bóveda          | Ciro Ferri |                                                                    |
|        | Óvalo de Ciro rey de Persia                                                       | Óvalo superior  | Ciro Ferri | En la base de la esfinge están las iniciales del pintor "CF".      |
|        | Óval de la caza de Silla                                                          | Óvalo izquierdo | Ciro Ferri | A lo largo del collar del perro está la firma completa del pintor. |
|        | Óvalo de Licurgo                                                                  | Óvalo inferior  | Ciro Ferri |                                                                    |
|        | Óvalo de Escipión                                                                 | Óvalo derecho   | Ciro Ferri |                                                                    |